# Пещера на Апокалипсиса
Пещерата на Апокалипсиса се намира на малкия гръцки остров Патмос, част от Додеканезите.
Тя е разположена между столицата на острова Хора и Скала, което е единственото търговско пристанище на Патмос. Над пещерата е изграден християнски храм.
Съществуват вярвания, че пещерата е мястото, където Йоан Богослов е написал Откровението си, известно още като Апокалипсис. От гръцки език името на пещерата на Апокалипсиса буквално се превежда „пещерата на Октровението“.
ЮНЕСКО включва пещерата, като съвместен обект под името Исторически център (Хора) с Манастира „Свети Йоан Теолог“ и Пещерата на Апокалипсиса на остров Патмос, в списъка на световното културно и природно наследство през 1999 г.

## Галерия
- Мозайка над входа на храма, която според надписа (гласящ "Ὁ Ἅγιος Ιωάννης ο Θεολόγος") изобразява св. Йоан Теолог и неговия ученик Прохор
- Вътрешността на пещерата